# Knut Hamsun
Knut Hamsun (rojen kot Knut Pedersen), norveški pisatelj, pesnik in dramatik, * 4. avgusta 1859, Vågå, Gudbrandsdalen, † 1952, Norholm. 
Velja za enega vodilnih evropskih romanopiscev med obema vojnama. V delih je opisoval boj posameznika s težavami vsakdanjega življenja. Za svoje literarno delo je leta 1920 prejel Nobelovo nagrado. 